# Baltasar de Echave Rioja
Baltasar de Echave Rioja (Ciudad de México, Nueva España, 1632 – 1682) fue un pintor novohispano, el cuarto pintor reconocido perteneciente a la tercera generación de una familia de artistas, conocida como la familia Echave. Hijo de Baltasar de Echave Ibía “el de los azules”, sobrino de Manuel de Echave Ibía y nieto de Baltasar de Echave Orio “el viejo”, todos ellos pintores. Era conocido como “el mozo”, aunque para algunos autores este apelativo se le atribuía a su padre.

## Biografía

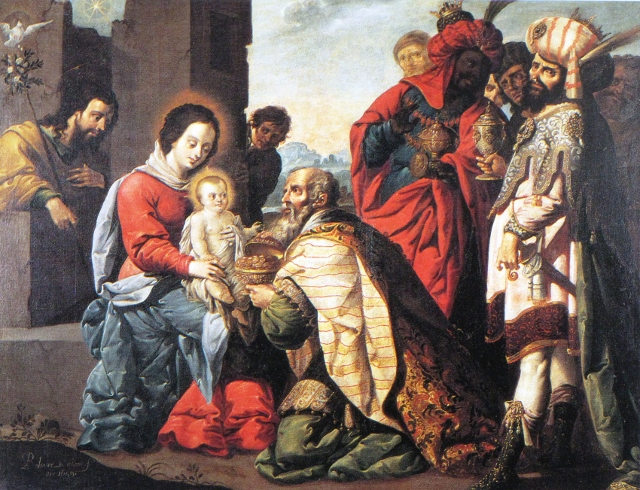
La Adoración de los Magos (1659). Baltasar de Echave Rioja, óleo sobre tela 153.8 cm x 197.5 cm.Figge Museo de Arte de Davenport, Iowa.

Baltasar de Echave Rioja nació en la Ciudad de México, Nueva España, el 30 de octubre de 1632. Sus padres fueron Baltasar de Echave Ibía y Ana de Rioja. Poco se sabe sobre su infancia y juventud, y en general sobre su vida, la información que conocemos sobre su etapa adulta es justamente gracias a sus obras pictóricas, que tampoco son muchas. Aunado a esto, hay que tomar en cuenta que, por llevar el mismo nombre que su padre y abuelo, suele haber confusiones entre ellos y sus obras. Sin embargo, se sabe que desde muy pequeño inició sus estudios sobre pintura bajo las enseñanzas de su padre, quien muriera alrededor de 1643, dejando a Echave Rioja rondando los once años. Tras la muerte de su padre, Echave Rioja viajó a España instalándose en Zumaya, Guipúzcoa de donde era originario su abuelo Echave Orio. Allí avanzó en sus estudios sobre pintura y regresó posteriormente a América.
 

También existe otra versión, en donde tras la muerte de su padre, Echave Rioja fue aprendiz del artista sevillano Sebastián López de Arteaga, quien habría llegado a América alrededor de 1640. De igual manera, se sabe que trabajó en el taller de José Juárez, otro pintor muy reconocido, también presuntamente discípulo de López de Arteaga. Siendo ya un pintor consolidado, Echave Rioja se casó con Ana del Castillo, se tienen registros del bautizo de su tercera hija llamada Josefa con fecha del 25 de febrero de 1664, por lo que, se presume contrajo nupcias aproximadamente en 1660. Para esas mismas fechas, tuvo su propio taller a partir de 1665. 

La Epifanía (1655). José Juárez, óleo sobre tela 207 cm X 165 cm. MUNAL.

En 1666, por petición del Santo Oficio (la Inquisición de México), pinta un cuadro, El Martirio de San Pedro Arbués. A partir de ese momento, su trabajo como pintor lo llevó a realizar obras para la Capilla de San Pedro en la Catedral Metropolitana y para la sacristía de la Catedral de Puebla. Baltasar de Echave Rioja murió a los cincuenta años el 14 de enero de 1682.

## Estilo
Existen varios factores que fueron determinantes para la generación del estilo de Echave Rioja, entre ellos, uno de los que más impacto tendrían es la muerte de su padre, que lo alejó del estilo que sus antecesores familiares presentaran y contribuyó a que ejerciera el gusto europeo sin tanta originalidad, pero sí con mucha pulcritud. Echave Rioja fue un pintor plenamente barroco, con gusto por los claroscuros, lo que lo sitúa en un lugar principal y de transición entre la tradición renacentista italianizante y flamenquista, y el barroquismo pictórico de la edad de oro de la pintura novohispana.
Uno de los pintores que influyó en el estilo de Echave Rioja fue el sevillano López de Arteaga, de quien fue aprendiz y que introdujera la pintura barroca de carácter más español bajo influencias de Caravaggio y a la manera de Zurbarán y de Ribera. Estas novedades introducidas por López de Arteaga contribuyeron al desarrollo del tenebrismo en la Nueva España, de quien Echave Rioja fuera uno de sus exponentes junto con Pedro Ramírez y José Juárez.

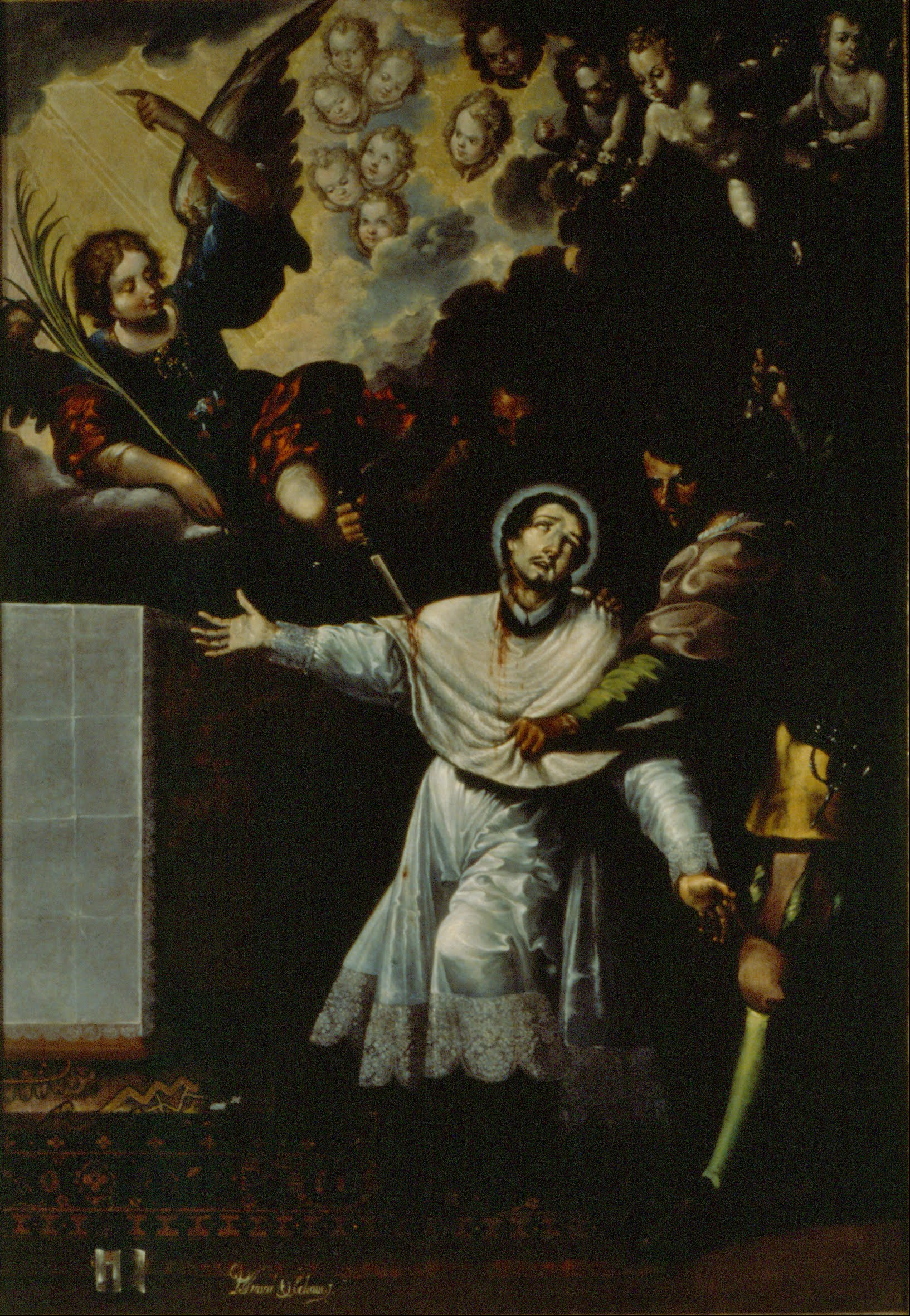
El martirio de San Pedro Arbués (1667). Baltasar de Echave Rioja, óleo sobre tela 320 cm x 205 cm. Museo Nacional de Arte.

### Primeras obras

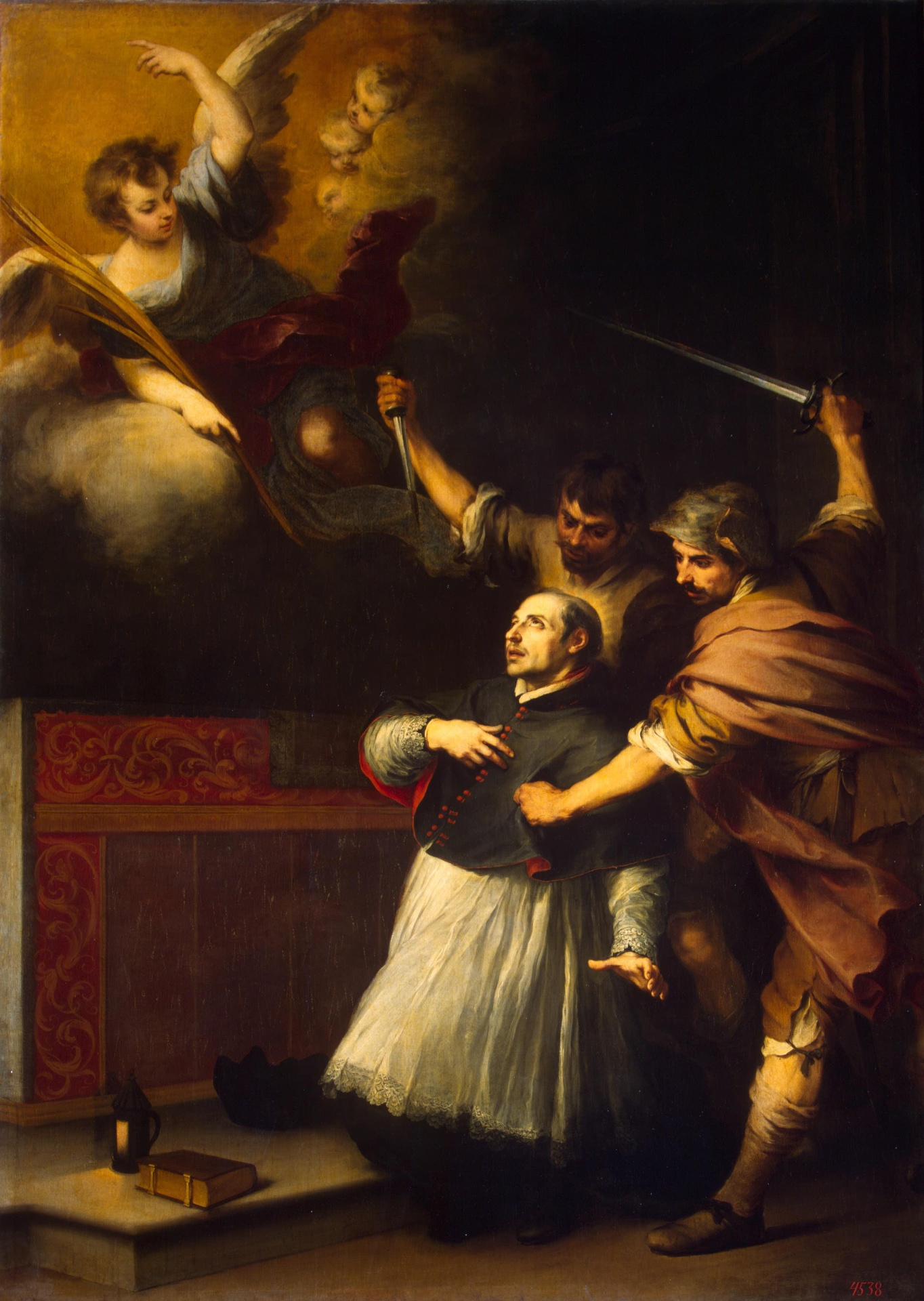
Muerte del inquisidor Pedro de Arbués (1664). Bartolomé Esteban Murillo, óleo sobre tela 193.5 cm X 202.5 cm. Museo del Hermitage.

Echave Rioja se caracterizó siempre por tomar abiertamente como modelo a otros pintores, tanto connacionales como extranjeros, entre los cuales encontramos a José Juárez, a Murillo y a Rubens. Su obra La Adoración de los Magos, fechada en 1659, es la pintura más temprana que se conoce de él y la cual, en principio, fue atribuida a su abuelo Echave Orio; sin embargo, debido a la fecha se descartó esta posibilidad pues, para ese entonces tanto su abuelo como su padre ya habían fallecido. Esta obra de Echave Rioja es de una gran frescura, pero también presenta defectos en su composición, principalmente en los personajes de San José que aparece en solitario a la izquierda y al hombre que se encuentra detrás y al centro del conjunto, lo cual crea una distracción del tema principal. La Adoración de los Magos es una obra inspirada en una pintura del mismo tema hecha por José Juárez, fechada en 1655, donde las similitudes del personaje del rey Melchor son muy aparentes, sin duda este hecho refuerza la teoría de que Echave Rioja trabajó en el taller de José Juárez.
Para el año 1667 con su obra El martirio de San Pedro Arbués, la pintura de Echave Rioja se vuelve de un carácter más teatral, aunque débil en su dibujo, pero fácilmente efectista. Esta obra, por encargo del Santo Oficio, no debió ser muy buena en su hechura ya que al principio no fue del gusto de los señores inquisidores. Echave Rioja se basó en un grabado de Pedro de Villafranca pero, al presentar su obra, esta fue rechazada y tuvo que repintarla, esta vez tomando como modelo una estampa que reproducía una pintura de Murillo. Echave Rioja pactó el precio de su obra por cien pesos; sin embargo, solamente le pagaron ochenta.

### Obras posteriores
Con El entierro de Cristo fechado en 1669, Echave Rioja presenta uno de sus mayores logros al tratarse ya de un efecto puramente tenebrista, de intenso color en contraste con los fuertes claroscuros. Es quizás uno de los mejores ejemplos de su adaptación a las técnicas rubensianas, donde la composición es convencional pero no así el doble manejo de las fuentes de luz. Una antorcha pareciera ser la fuente principal de luz dentro de la escena; sin embargo, el verdadero origen de la luz es el cuerpo de Cristo muerto, prueba de ello es el rostro iluminado del niño a la izquierda de la imagen y muy debajo de la antorcha, que recibe la luz de frente, no de arriba sino directamente de Cristo. Con esta obra, Echave Rioja nos muestra un claro manejo de su técnica pictórica, las telas bien trabajadas con pinceladas fuertes y arremolinadas que les dan una especie de movimiento, donde se perciben las joyas y adornos de los ropajes.
De similares características es una de sus últimas obras, Santa Catalina de Alejandría discutiendo con los sabios fechada en 1678, cuatro años anteriores a su muerte, donde se presenta este mismo contraste entre colores fuertes y brillantes y los intensos claroscuros. El rostro de la santa se encuentra iluminado por el Espíritu Santo, se nos muestra radiante y juvenil como las representaciones características de vírgenes en la pintura novohispana.
A pesar de los tropiezos en sus inicios, Baltasar de Echave Rioja gozó de gran prestigio durante su corta vida. Su estilo lo llevó a ser un artista respetado, prueba de ello son las escenas sobre La vida de Santa Teresa que adornan un retablo en la Capilla de San Pedro de la Catedral Metropolitana. Además de su prolija obra encontrada en la sacristía de la Catedral de Puebla que, en su pintura El triunfo de la Iglesia y la Eucaristía, fechada en 1675, abiertamente toma como modelo a Rubens. El estilo de Baltasar de Echave Rioja está clasificado como la transición entre la herencia europea y el barroquismo novohispano.

## Obras
- Arcángel San Miguel, 1650 – 1680. Óleo sobre tela. Colección privada.
- El entierro de Cristo, 1669. Óleo sobre tela 275 cm x 236 cm. Museo Nacional de Arte.
- El martirio de San Pedro Arbués, 1667. Óleo sobre tela 320 cm x 205 cm. Museo Nacional de Arte.
- El triunfo de la Iglesia y la Eucaristía, 1675. Óleo sobre tela. Sacristía de la Catedral de Puebla.
- El triunfo de la Nueva Ley, 1675. Óleo sobre tela. Sacristía de la Catedral de Puebla.
- Jesús Nazareno con la cruz a cuestas. Óleo sobre tela. Claustro del Convento del Carmen, Puebla.
- La Adoración de los Magos, 1659. Óleo sobre tela 153.8 cm x 197.5 cm. Figge Museo de Arte de Davenport, Iowa.
- La destrucción de la herejía,1675. Óleo sobre tela. Sacristía de la Catedral de Puebla.
- La Dolorosa. Óleo sobre tela 78 cm x 60 cm. Museo Nacional de Arte.
- La Inmaculada Concepción. Óleo sobre tela. Museo Universitario BUAP, Puebla.
- La Resurrección de Lázaro, 1675. Óleo sobre tela. Catedral Metropolitana de la Ciudad de México.
- La vida de Santa Teresa. Retablo de Santa Teresa. Capilla de San Pedro, Catedral Metropolitana de la Ciudad de México.
- Santa Catalina de Alejandría discutiendo con los sabios, 1678. Óleo sobre tela 237 cm x 252.5 cm. Museo Nacional de Arte.
- Santo Obispo, 1650. Óleo sobre tela 50 cm x 38.1 cm. Museo de Arte de Filadelfia.
- Seis apóstoles. Óleo sobre tela 82 cm x 147.5 cm. Museo Nacional de Arte.
- Virgen Inmaculada. Óleo sobre tela. Museo Soumaya. Fundación Carlos Slim.

## Galería

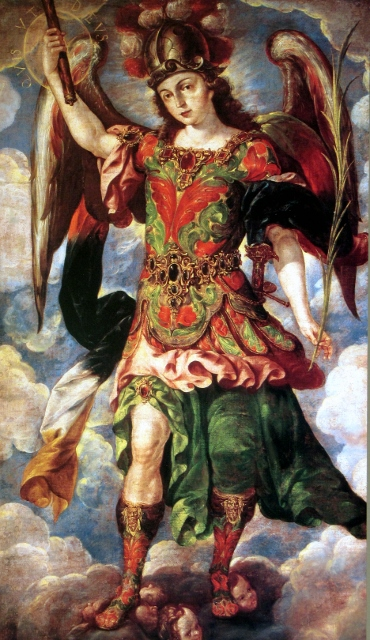
Arcángel San Miguel
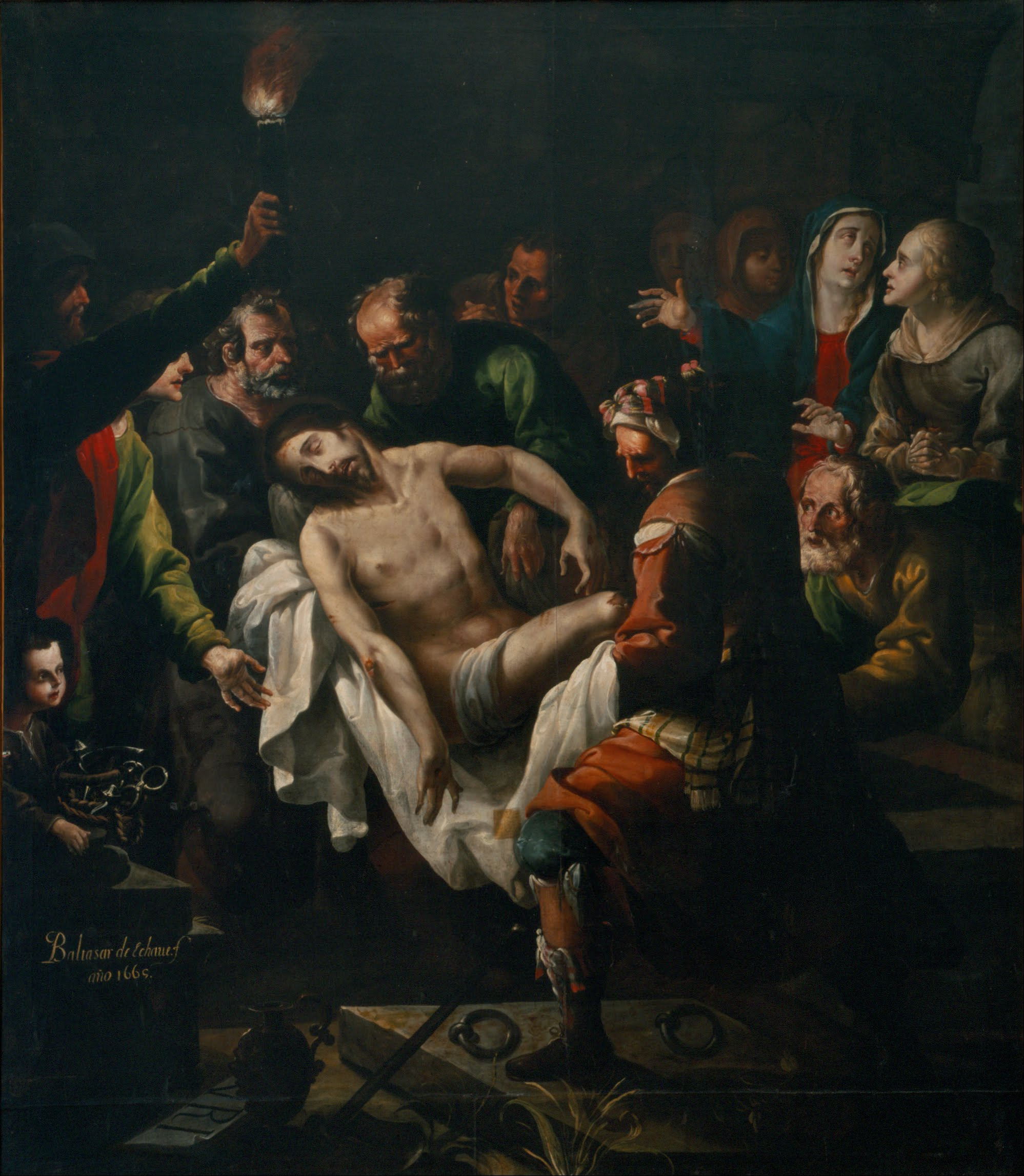
El entierro de Cristo
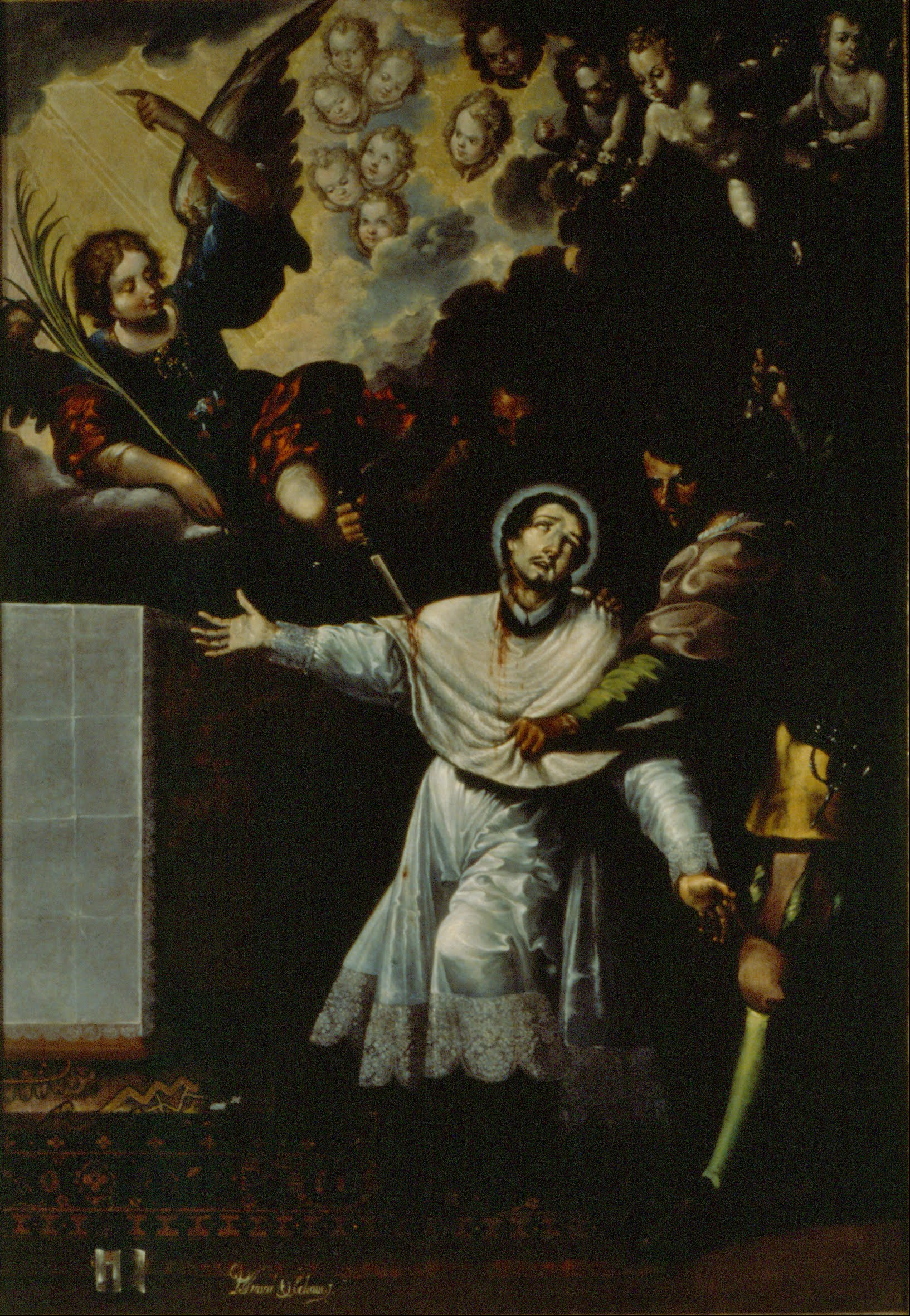
El martirio de San Pedro Arbués
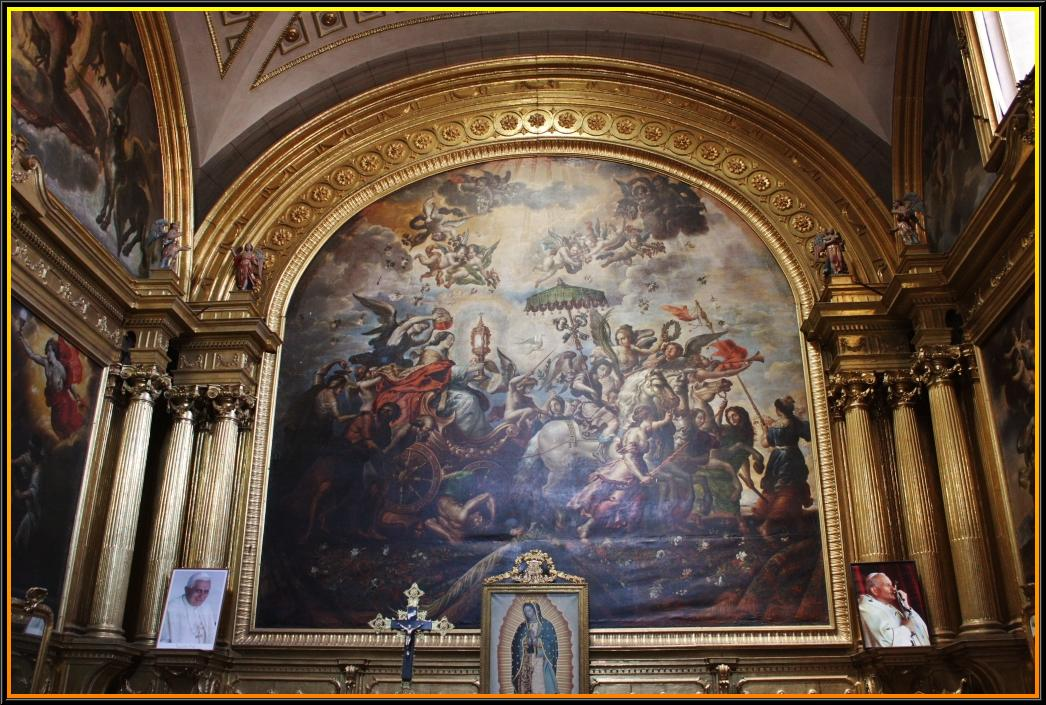
El triunfo de la Iglesia y la Eucaristía
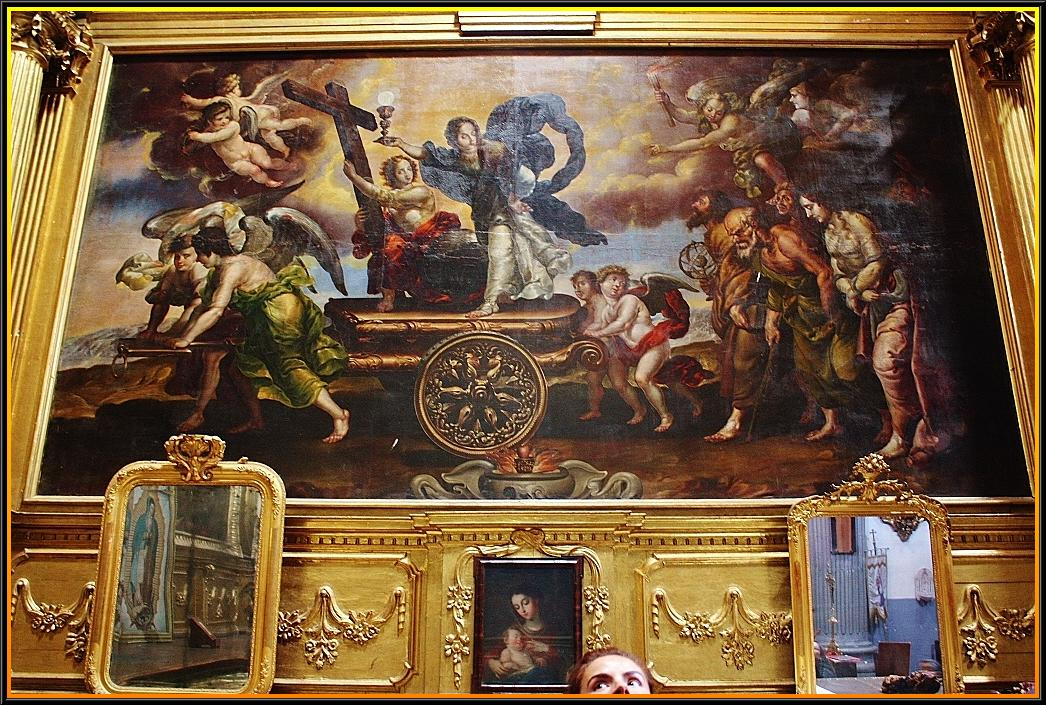
El triunfo de la Nueva Ley
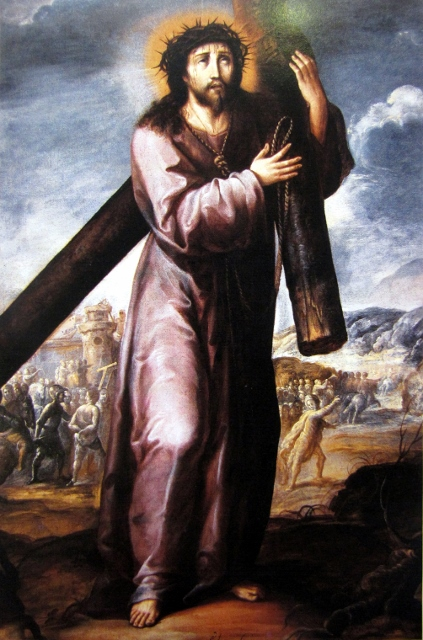
Jesús Nazareno con la Cruz a cuestas
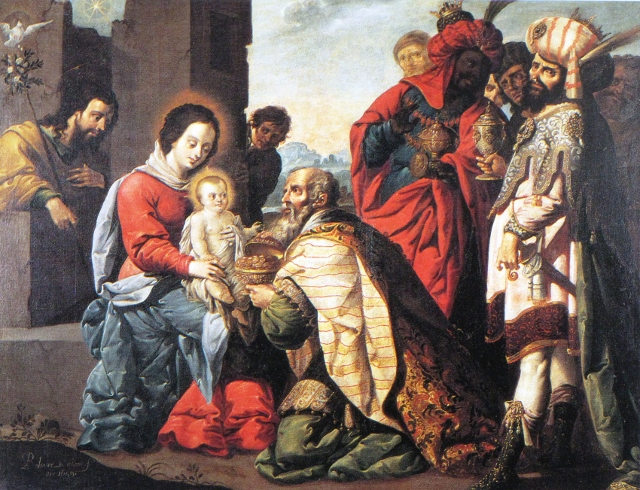
La Adoración de los Magos
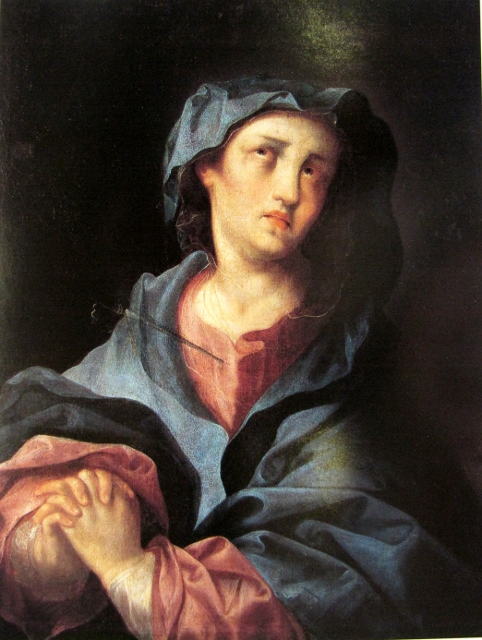
La Dolorosa
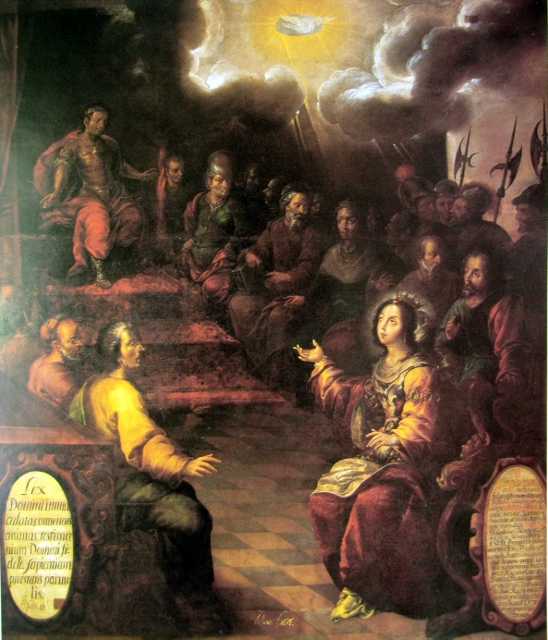
Santa Catalina de Alejandría discutiendo con los sabios
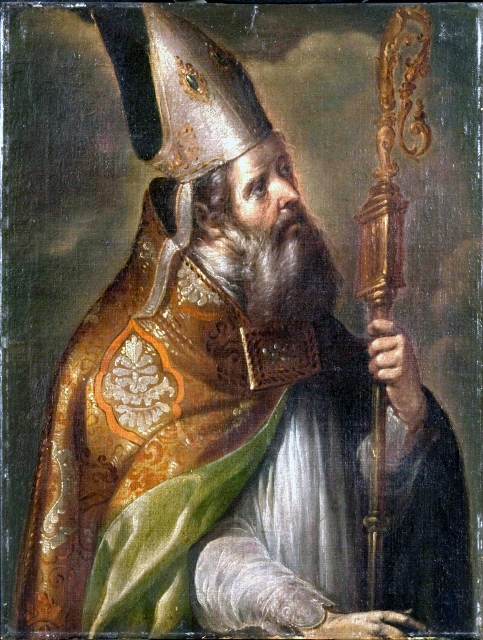
Santo Obispo
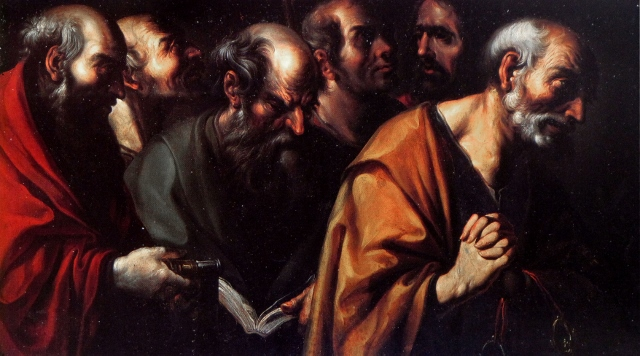
Seis apóstoles
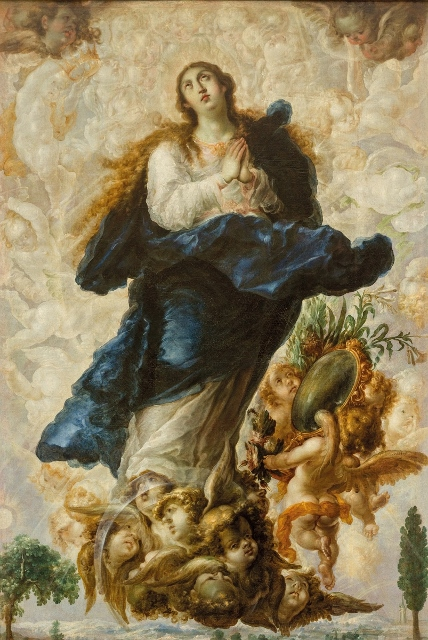
Virgen Inmaculada
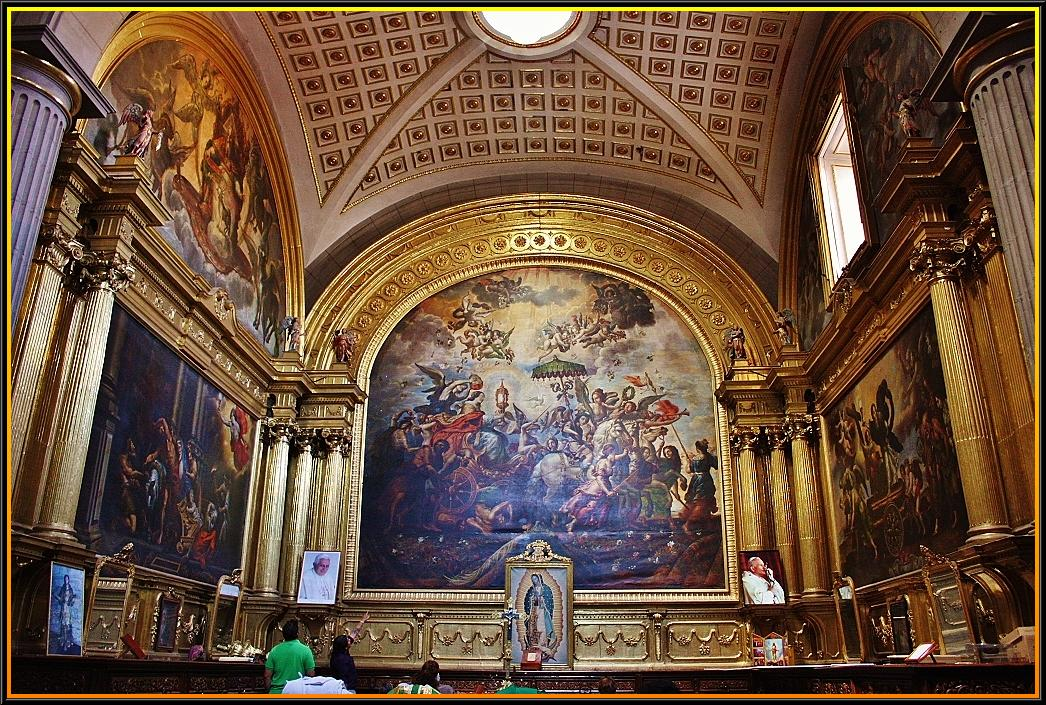
Sacristía de la Catedral de Puebla
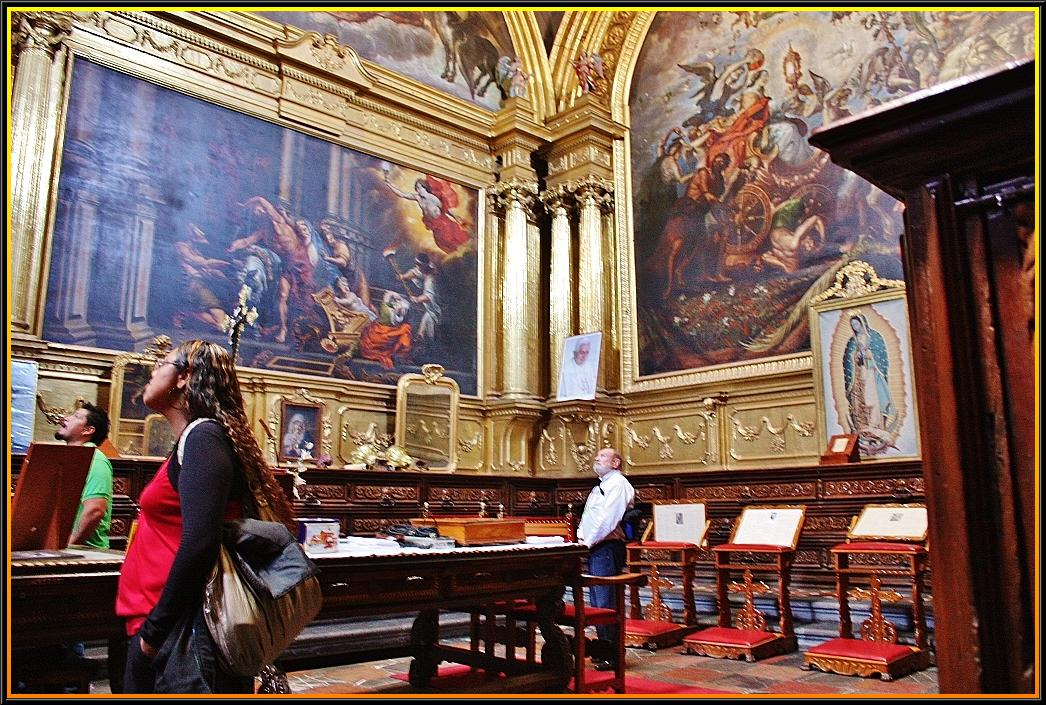
Sacristía de la Catedral de Puebla
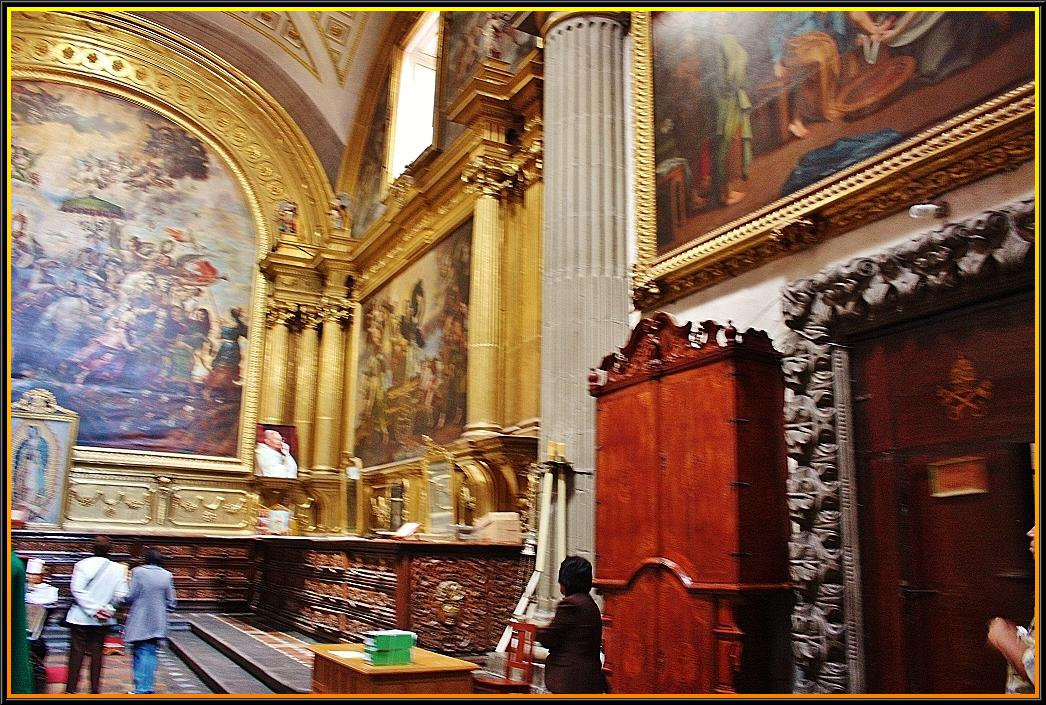
Sacristía de la Catedral de Puebla
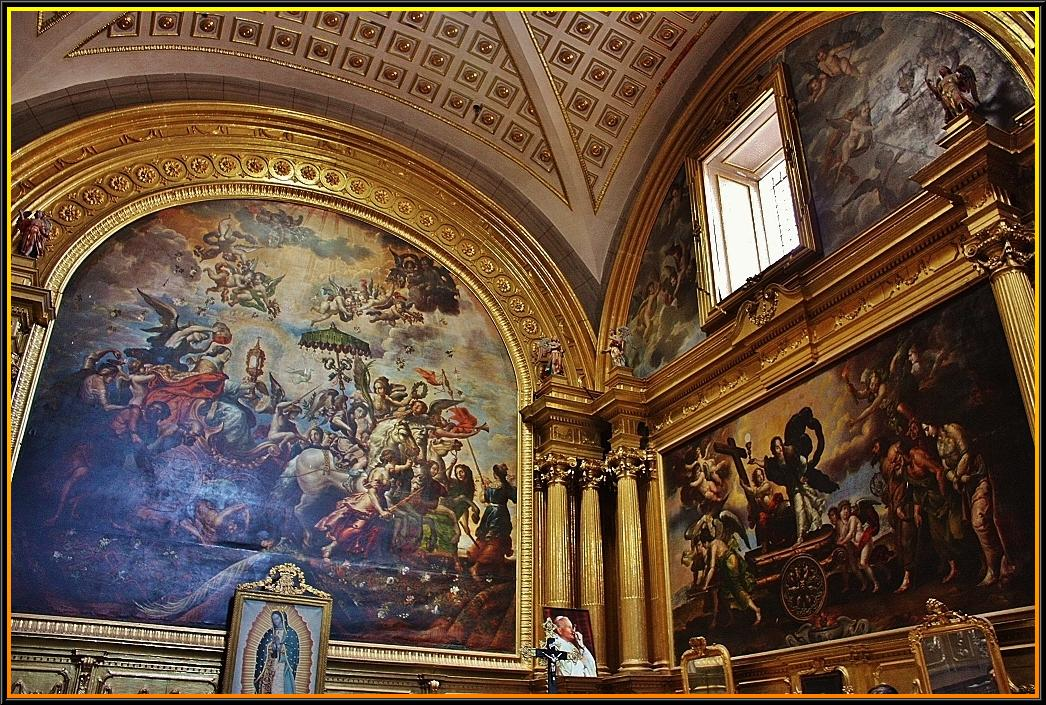
Sacristía de la Catedral de Puebla